# I Love You (cântec de Vasil Lazarovici)
„I Love You...” (en.: Te iubesc) este un cântec compus de Brandon Stone și Olga Iarinici și interpretat în engleză și ucraineană de Vasil Lazarovici. A fost selectat ca reprezentant al Ucrainei la Concursul Muzical Eurovision 2010 pe 6 martie 2010 dintre 5 piese interpretate de Lazarovici. Totuși, participarea piesei a fost anulată pe motiv că nu este destul de bună, iar o nouă finală națională, care s-a ținut pe 20 martie 2010, a decis participarea Alyoshei la Eurovision. Cântecul „I Love You...” a participat de asemenea la această finală națională, clasându-se pe locul 7.